# Beatrice Berrut

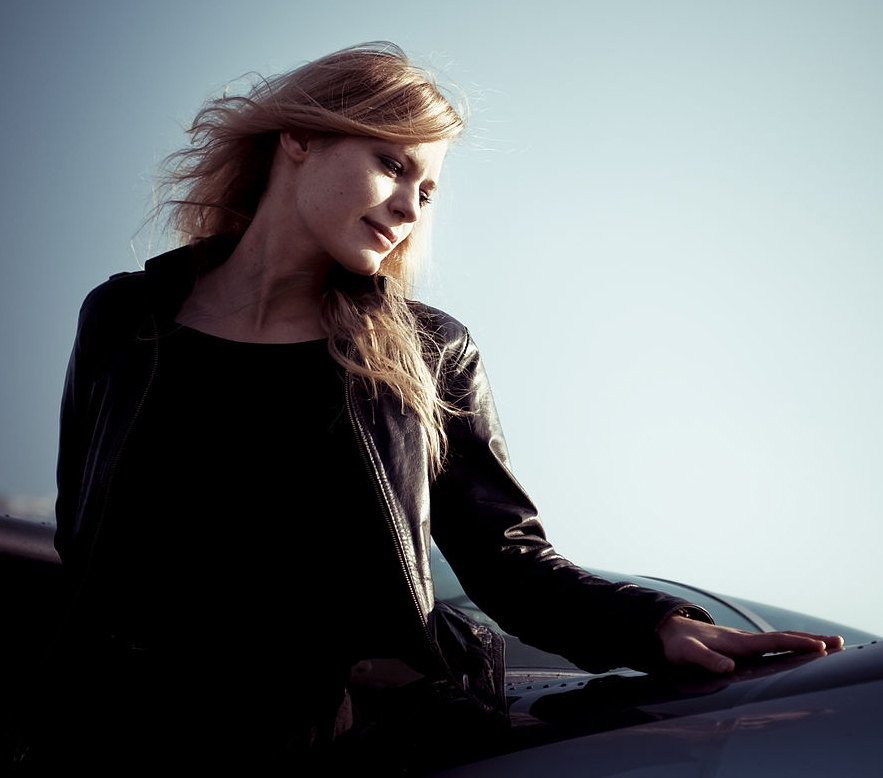
Beatrice Berrut

Beatrice Berrut (* 19. April 1985 in Genf) ist eine klassische Schweizer Pianistin und Dirigentin aus dem Kanton Wallis.

## Biographie
Berrut wurde durch die mit der Tradition der russischen Klavierschule von Heinrich Neuhaus verbundenen Galina Iwanzowa in Berlin, Esther Yellin in Zürich und Brigitte Engerer in Paris ausgebildet.
Mit acht Jahren begann sie mit dem Klavierspiel. Ihr Studium nahm sie am Conservatoire de Lausanne auf und studierte danach in der Heinrich-Neuhaus-Stiftung in Zürich. Anschliessend vervollkommnete sie ihre Fähigkeiten an der Hochschule für Musik Hanns Eisler in Berlin und an der Royal Irish Academy of Music in Dublin mit John O’Conor, einem Schüler von Wilhelm Kempff.
Ihre Konzerte führten sie zu bedeutenden Konzertsälen und Festivals in Europa wie dem Wiener Musikverein, dem Konzerthaus Berlin, dem Palais des Beaux-Arts de Bruxelles, der Victoria Hall in Genf, dem Auditorio Stello Mollo in Lugano, der Fryderyk-Chopin-Universität für Musik in Warschau und dem Meininger Staatstheater. Sie trat in den USA (am Ravinia Festival sowie am Columbia College Chicago und anlässlich der Myra Hess Memorial Concerts im Chicago Cultural Center), in Argentinien (Teatro Coliseo in Buenos Aires und Teatro El Círculo in Rosario) sowie in Costa Rica auf in Begleitung bedeutender Orchester wie des Orchestra della Svizzera italiana, der Dortmunder Philharmoniker, der Philharmonie Südwestfalen, des Orchestre national des Pays de la Loire, der Nordtschechischen Philharmonie Teplice und der Staatskapelle in Meiningen. Sie wurde in ihrer künstlerischen Entwicklung stark von ihren Begegnungen mit Menahem Pressler, Leon Fleisher, Miriam Fried und dem verstorbenen György Sándor, einem Schüler von Béla Bartók, beeinflusst.
Seit 2018 arbeitet Beatrice Berrut auch als Dirigentin. Sie hat Sätze aus Mahler-Sinfonien für Klavier bearbeitet.

## Kammermusik
Beatrice Berrut wurde 2005 von Gidon Kremer zu mehreren Konzerten bei seinem Museliques-Festival in Basel eingeladen. Während des Festivals in den Hamptons (NY) im Jahr 2011 trat sie auch mit Itzhak Perlman auf und mit Künstlern wie Frans Helmerson, Mihaela Martin und Shlomo Mintz und dem Trio Saint-Exupéry.

## Radio und Fernsehen
Sie spielte und trat in einer Reihe von Radiosendungen auf: auf France Musique, auf SRF zwei, auf RTS La Première in der Sendung Vertigo mit Pierre Philippe Cadert, auf Radio Suisse Romande Espace 2, im Bayerischen Rundfunk, bei «Music Matters» auf BBC Three und in zahlreichen Programmen in kanadischen und amerikanischen Radios (WFMT in Chicago, CKWR in Kitchener, Ontario). Sie war der Hauptgast der Musiksalons op. 12 von Arte Live und war bei Cadences auf RTS 2 sowie auf Radiotelevisione Svizzera, Canal 9 und den deutschen Sendern ZDF und TV Berlin zu sehen.

## Auszeichnungen
Beatrice Berrut ist die Schweizer Gewinnerin der Eurovision Young Musicians 2002. 2006 erhielt sie den Jean-Clostre-Preis der Société des Arts de Genève, 2009 den Johann-Sebastian-Bach-Sonderpreis des Internationalen Klavierwettbewerbs Wiesbaden, verliehen vom Musikverlag Breitkopf & Härtel. 2010 verlieh ihr der Kanton Wallis das für drei Jahre vergebene MusiquePro-Stipendium. 2011 erhielt sie den «Revelación»-Preis der Asociación de Criticos Musicales de la Argentina und 2014 den Förderpreis des Kantons Wallis. Ihre CD Lux æterna – Visions of Bach erschien in den Top Ten der NDR-Aufnahmen 2015. In den Jahren 2009, 2015 und 2019 erhielt sie den Schaffensbeitrag für Tonproduktion des Kantons Wallis, 2019 den Prix culturel von Monthey. 2019 wurde sie Artist in Residence der Murten Classics.
Beatrice Berrut ist seit 2014 Bösendorfer Artist.

## Rezensionen
Das Album beim Label Centaur Records, das den kompletten Klaviersonaten von Robert Schumann gewidmet ist, wurde von der internationalen Presse gelobt. So sprach das Fanfare-Magazin von «einer sehr beeindruckenden ersten Aufnahme […], so ausdrucksstark wie die Version von Horowitz», der American Record Guide von «einer hervorragenden Aufnahme, einem vollständigen Verständnis von Schumanns Musik», während das kanadische Kunstmagazin Worldcom News ein «aussergewöhnliches Ergebnis» lobte, «bei dem Berührung und Ausdruck den Schumann-Sonaten einen einzigartigen und inspirierenden Klang verleihen». Die Schweizer Presse erkannte ihrerseits «ihre Leidenschaft, ihren atemberaubenden Klang» (Tribune de Genève), «eine mehr als aufregende Platte» (Scènes Magazine) oder sogar «ihre katzenartige Beweglichkeit» (La Liberté). Ihre Argentinien-Tour wurde von La Nación (Argentinien) und dem Tribuna Musical de Buenos Aires als «Offenbarung» gefeiert. Die Irish Times beschrieb eine «besonders transzendente Aufführung […]. Ihre Bach-Transkriptionen von Busoni blühten ruhig in mehreren Schichten von Genie und Schönheit […]. Egal, dass Busoni sich der Logik widersetzt, was sich in Beatrice Berruts Spiel ständig widerspiegelt, ist die pure Schönheit der Musik und die Verfeinerung und nüchterne emotionale Tiefe von Bach […]»

## Diskographie
(siehe Discography bei AllMusic (englisch) und Diskographie bei Discogs)
- Ludwig van Beethoven: Sonate op. 31 Nr. 3, Robert Schumann: Fantasie in C-Dur op. 17, Franz Liszt: Vallée d’Obermann (MIE/Accord, 2003)[28]
- Robert Schumann: The Three Sonatas for Piano (Centaur CRC 3129, 2011)[29]
- Lera Auerbach, Sergei Rachmaninov, Dmitry Shostakovich. A Century of Russian Colours (russische Werke für Klavier und Cello mit Camille Thomas) (Fuga Libera)[30]
- Beatrice Berrut: Lux æterna – Visions of Bach. Bearbeitungen Ferruccio Busonis von Werken Johann Sebastian Bachs. Werke von Thierry Escaich (Aparté 2015)[31]
- Métanoïa (Klavierwerke von Franz Liszt) (Aparté, 2017)[32]
- Liszt Athanor. Totentanz, Piano Concertos (Werke für Klavier und Orchester von Franz Liszt mit dem Czech National Symphony Orchestra unter Julien Masmondet) (Aparté, 2018)[33][34]

## Privates
Beatrice Berrut wuchs mit ihrer Schwester in den Walliser Bergen auf. Sie liess sich während mehrerer Jahre zur Pilotin ausbilden. Sie ist geschulte Whisky-Verkosterin und wohnt in Monthey.